# 2019-es WEC sebringi 1000 mérföldes verseny
| Pályarajz | Pályarajz                 | Pályarajz                                         |
| --------- | ------------------------- | ------------------------------------------------- |
|           |                           |                                                   |
| Győztesek |                           |                                                   |
| Kategória | Csapat                    | Versenyzők                                        |
| LMP1      | #8 Toyota Gazoo Racing    | Fernando Alonso Sébastien Buemi Nakadzsima Kazuki |
| LMP2      | #37 Jackie Chan DC Racing | David Heinemeier Hansson Jordan King Will Stevens |
| LMGTE Pro | #91 Porsche GT Team       | Gianmaria Bruni Richard Lietz                     |
| LMGTE Am  | #77 Dempsey-Proton Racing | Christian Ried Julien Andlauer Matt Campbell      |

A 2019-es WEC sebringi 1000 mérföldes verseny a Hosszútávú-világbajnokság 2018–19-es szezonjának hatodik futama volt, amelyet március 13. és március 15. között tartottak meg a Sebring International Raceway versenypályán. A fordulót Fernando Alonso, Sébastien Buemi és Nakadzsima Kazuki triója nyerte meg, akik a hibridhajtású Toyota Gazoo Racing csapatának versenyautóját vezették.

## Időmérő
A kategóriák leggyorsabb versenyzői vastaggal vannak kiemelve.
| Poz. | Kategória | Csapat                        | Átlagidő      | Különbség | Rajthely |
| ---- | --------- | ----------------------------- | ------------- | --------- | -------- |
| 1    | LMP1      | #8 Toyota Gazoo Racing        | 1:40,318      | -         | 1        |
| 2.   | LMP1      | #7 Toyota Gazoo Racing        | 1:40,803      | +0,485    | 2        |
| 3.   | LMP1      | #3 Rebellion Racing           | 1:42,863      | +2,545    | 3        |
| 4.   | LMP1      | #17 SMP Racing                | 1:42,942[a]   | +2,624    | 4        |
| 5.   | LMP1      | #11 SMP Racing                | 1:43,005      | +2,687    | 5        |
| 6.   | LMP1      | #1 Rebellion Racing           | 1:43,015      | +2,697    | 6        |
| 7.   | LMP1      | #10 DragonSpeed               | 1:44,288      | +3,970    | 7        |
| 8.   | LMP2      | #38 Jackie Chan DC Racing     | 1:47,558      | +7,240    | 8        |
| 9.   | LMP2      | #37 Jackie Chan DC Racing     | 1:48,208      | +7,890    | 9        |
| 10.  | LMP2      | #36 Signatech Alpine Matmut   | 1:48,524      | +8,206    | 10       |
| 11.  | LMP2      | #31 DragonSpeed               | 1:49,681      | +9,363    | 11       |
| 12.  | LMP2      | #50 Larbre Compétition        | 1:50,705      | +10,387   | 12       |
| 13.  | LMP2      | #28 TDS Racing                | 1:51,218      | +10,900   | 13       |
| 14.  | LMGTE Pro | #92 Porsche GT Team           | 1:57,500      | +17,182   | 14       |
| 15.  | LMGTE Pro | #67 Ford Chip Ganassi Team UK | 1:57,615      | +17,297   | 15       |
| 16.  | LMGTE Pro | #66 Ford Chip Ganassi Team UK | 1:57,714      | +17,396   | 16       |
| 17.  | LMGTE Pro | #82 BMW Team MTEK             | 1:57,841      | +17,523   | 17       |
| 18.  | LMGTE Pro | #63 Corvette Racing           | 1:57.844      | +17.526   | 18       |
| 19.  | LMGTE Pro | #71 AF Corse                  | 1:57,938      | +17,620   | 19       |
| 20.  | LMGTE Pro | #81 BMW Team MTEK             | 1:58,000      | +17,682   | 20       |
| 21.  | LMGTE Pro | #91 Porsche GT Team           | 1:58.113      | +17.795   | 21       |
| 22.  | LMGTE Pro | #51 AF Corse                  | 1:58,232      | +17,914   | 22       |
| 23.  | LMGTE Pro | #95 Aston Martin Racing       | 1:58,366      | +18,048   | 23       |
| 24.  | LMGTE Am  | #77 Dempsey-Proton Racing     | 1:59,790      | +19,472   | 24       |
| 25.  | LMGTE Am  | #56 Team Project 1            | 1:59,935      | +19,617   | 25       |
| 28.  | LMGTE Am  | #98 Aston Martin Racing       | 2:00,076      | +19,758   | 26       |
| 27.  | LMGTE Am  | #88 Dempsey-Proton Racing     | 2:00,417      | +20,099   | 27       |
| 28.  | LMGTE Am  | #90 TF Sport                  | 2:00,543      | +20,225   | 28       |
| 29.  | LMGTE Am  | #54 Spirit of Race            | 2:00,759[b]   | +20,441   | 29       |
| 30.  | LMGTE Am  | #70 MR Racing                 | 2:01,679[b]   | +21,361   | 30       |
| 31.  | LMGTE Pro | #97 Aston Martin Racing       | 2:04,748      | +24,430   | 31       |
| 32.  | LMGTE Am  | #61 Clearwater Racing         | 1:59,396[c]   | +19,078   | Vi[d]    |
| 33.  | LMGTE Am  | #86 Gulf Racing UK            | 1:59,436[e]   | +19,118   | 32       |
| 34.  | LMP2      | #29 Racing Team Nederland     | idő nélkül[f] | —         | 33       |

Megjegyzések:
- ↑ a:  Stéphane Sarrazin figyelmen kívül hagyta a kék zászlókat, ezért a legjobb köridejét törölték.
- ↑ b:  Thomas Flohr és Isikava Motoaki átlépték a megengedett sebességhatárt a piros zászlós szakasz során, ezért a legjobb köridejüket törölték.
- ↑ c:  A #61-es Clearwater Racing egységéből csak egy versenyző teljesített mért kört.
- ↑ d:  A #61-es Clearwater Racing csapata Luís Pérez Companc balesete miatt visszalépett a versenyhétvége hátralévő részéből.
- ↑ e:  Michael Wainwright átlépte a megengedett sebességhatárt a piros zászlós szakasz során, ezért a legjobb köridejét törölték. Ez azt eredményezte, hogy a #86-os Gulf Racing UK triójából csak egy versenyző idejét ismerték el.
- ↑ f:  Frits van Eerd és Nyck de Vries  átlépték a megengedett sebességhatárt a boxutcában, ezért az összes köridejüket törölték.

## Verseny
A résztvevőknek legalább a versenytáv 70%-át (178 kört) teljesíteniük kellett ahhoz, hogy az elért eredményüket értékeljék. A kategóriák leggyorsabb versenyzői vastaggal vannak kiemelve.
| Helyezés | Kategória | #  | Csapat                    | Versenyzők                                              | Kasztni                      | Gumi | Kör | Idő/Hátrány/Kiesés |
| Helyezés | Kategória | #  | Csapat                    | Versenyzők                                              | Motor                        | Gumi | Kör | Idő/Hátrány/Kiesés |
| -------- | --------- | -- | ------------------------- | ------------------------------------------------------- | ---------------------------- | ---- | --- | ------------------ |
| 1.       | LMP1      | 8  | Toyota Gazoo Racing       | Fernando Alonso Sébastien Buemi Nakdzsima Kazuki        | Toyota TS050 Hybrid          | M    | 253 | 8:00:38,186        |
| 1.       | LMP1      | 8  | Toyota Gazoo Racing       | Fernando Alonso Sébastien Buemi Nakdzsima Kazuki        | Toyota 2.4L Turbo V6         | M    | 253 | 8:00:38,186        |
| 2.       | LMP1      | 7  | Toyota Gazoo Racing       | Mike Conway Kobajasi Kamui José María López             | Toyota TS050 Hybrid          | M    | 252 | +1 kör             |
| 2.       | LMP1      | 7  | Toyota Gazoo Racing       | Mike Conway Kobajasi Kamui José María López             | Toyota 2.4L Turbo V6         | M    | 252 | +1 kör             |
| 3.       | LMP1      | 11 | SMP Racing                | Mihail Aljosin Brendon Hartley Vitalij Petrov           | BR Engineering BR1           | M    | 242 | +11 kör            |
| 3.       | LMP1      | 11 | SMP Racing                | Mihail Aljosin Brendon Hartley Vitalij Petrov           | AER P60B 2.4L Turbo V6       | M    | 242 | +11 kör            |
| 4.       | LMP2      | 37 | Jackie Chan DC Racing     | David Heinemeier Hansson Jordan King Will Stevens       | Oreca 07                     | D    | 239 | +14 kör            |
| 4.       | LMP2      | 37 | Jackie Chan DC Racing     | David Heinemeier Hansson Jordan King Will Stevens       | Gibson GK428 4.2L V8         | D    | 239 | +14 kör            |
| 5.       | LMP2      | 36 | Singatech Alpine Matmut   | Nicolas Lapierre André Negrão Pierre Thiriet            | Alpine A470                  | M    | 239 | +14 kör            |
| 5.       | LMP2      | 36 | Singatech Alpine Matmut   | Nicolas Lapierre André Negrão Pierre Thiriet            | Gibson GK428 4.2L V8         | M    | 239 | +14 kör            |
| 6.       | LMP2      | 31 | DragonSpeed               | Anthony Davidson Roberto Gonzalez Pastor Maldonado      | Oreca 07                     | M    | 237 | +16 kör            |
| 6.       | LMP2      | 31 | DragonSpeed               | Anthony Davidson Roberto Gonzalez Pastor Maldonado      | Gibson GK428 4.2L V8         | M    | 237 | +16 kör            |
| 7.       | LMP1      | 3  | Rebellion Racing          | Nathanaël Berthon Thomas Laurent Gustavo Menezes        | Rebellion R13                | M    | 237 | +16 kör            |
| 7.       | LMP1      | 3  | Rebellion Racing          | Nathanaël Berthon Thomas Laurent Gustavo Menezes        | Gibson GL458 4.5L V8         | M    | 237 | +16 kör            |
| 8.       | LMP2      | 50 | Larbre Compétition        | Erwin Creed Gunnar Jeannette Romano Ricci               | Ligier JS P217               | M    | 234 | +19 kör            |
| 8.       | LMP2      | 50 | Larbre Compétition        | Erwin Creed Gunnar Jeannette Romano Ricci               | Gibson GK428 4.2L V8         | M    | 234 | +19 kör            |
| 9.       | LMP2      | 29 | Racing Team Nederland     | Frits van Eerd Giedo van der Garde Nyck de Vries        | Dallara P217                 | M    | 230 | +23 kör            |
| 9.       | LMP2      | 29 | Racing Team Nederland     | Frits van Eerd Giedo van der Garde Nyck de Vries        | Gibson GK428 4.2L V8         | M    | 230 | +23 kör            |
| 10.      | LMGTE Pro | 91 | Porsche GT Team           | Gianmaria Bruni Richard Lietz                           | Porsche 911 RSR              | M    | 226 | +27 kör            |
| 10.      | LMGTE Pro | 91 | Porsche GT Team           | Gianmaria Bruni Richard Lietz                           | Porsche 4.0L Flat 6          | M    | 226 | +27 kör            |
| 11.      | LMGTE Pro | 81 | BMW Team MTEK             | Nick Catsburg Alexander Sims Martin Tomczyk             | BMW M8 GTE                   | M    | 226 | +27 kör            |
| 11.      | LMGTE Pro | 81 | BMW Team MTEK             | Nick Catsburg Alexander Sims Martin Tomczyk             | BMW S63 4.0L Turbo V8        | M    | 226 | +27 kör            |
| 12.      | LMGTE Pro | 67 | Ford Chip Ganassi Team UK | Jonathan Bomarito Andy Priaulx Harry Tincknell          | Ford GT                      | M    | 225 | +28 kör            |
| 12.      | LMGTE Pro | 67 | Ford Chip Ganassi Team UK | Jonathan Bomarito Andy Priaulx Harry Tincknell          | Ford EcoBoost 3.5L Turbo V6  | M    | 225 | +28 kör            |
| 13.      | LMGTE Pro | 51 | AF Corse                  | James Calado Alessandro Pier Guidi Daniel Serra         | Ferrari 488 GTE Evo          | M    | 225 | +28 kör            |
| 13.      | LMGTE Pro | 51 | AF Corse                  | James Calado Alessandro Pier Guidi Daniel Serra         | Ferrari F154CB 3.9L Turbo V8 | M    | 225 | +28 kör            |
| 14.      | LMGTE Pro | 92 | Porsche GT Team           | Michael Christensen Kévin Estre                         | Porsche 911 RSR              | M    | 225 | +28 kör            |
| 14.      | LMGTE Pro | 92 | Porsche GT Team           | Michael Christensen Kévin Estre                         | Porsche 4.0L Flat 6          | M    | 225 | +28 kör            |
| 15.      | LMGTE Pro | 71 | AF Corse                  | Sam Bird Miguel Molina Davide Rigon                     | Ferrari 488 GTE Evo          | M    | 225 | +28 kör            |
| 15.      | LMGTE Pro | 71 | AF Corse                  | Sam Bird Miguel Molina Davide Rigon                     | Ferrari F154CB 3.9L Turbo V8 | M    | 225 | +28 kör            |
| 16.      | LMGTE Pro | 82 | BMW Team MTEK             | António Félix da Costa Augusto Farfus Bruno Spengler    | BMW M8 GTE                   | M    | 225 | +28 kör            |
| 16.      | LMGTE Pro | 82 | BMW Team MTEK             | António Félix da Costa Augusto Farfus Bruno Spengler    | BMW S63 4.0L Turbo V8        | M    | 225 | +28 kör            |
| 17.      | LMGTE Pro | 63 | Corvette Racing           | Antonio Garcia Jan Magnussen Mike Rockenfeller          | Chevrolet Corvette C7.R      | M    | 225 | +28 kör            |
| 17.      | LMGTE Pro | 63 | Corvette Racing           | Antonio Garcia Jan Magnussen Mike Rockenfeller          | Chevrolet 5.5L V8            | M    | 225 | +28 kör            |
| 18.      | LMGTE Pro | 97 | Aston Martin Racing       | Alex Lynn Maxime Martin                                 | Aston Martin Vantage AMR     | M    | 224 | +29 kör            |
| 18.      | LMGTE Pro | 97 | Aston Martin Racing       | Alex Lynn Maxime Martin                                 | Aston Martin 4.0L Turbo V8   | M    | 224 | +29 kör            |
| 19.      | LMGTE Pro | 95 | Aston Martin Racing       | Marco Sørensen Nicki Thiim Darren Turner                | Aston Martin Vantage AMR     | M    | 224 | +29 kör            |
| 19.      | LMGTE Pro | 95 | Aston Martin Racing       | Marco Sørensen Nicki Thiim Darren Turner                | Aston Martin 4.0L Turbo V8   | M    | 224 | +29 kör            |
| 20.      | LMGTE Am  | 77 | Dempsey – Proton Racing   | Julien Andlauer Matt Campbell Christian Ried            | Porsche 911 RSR              | M    | 221 | +32 kör            |
| 20.      | LMGTE Am  | 77 | Dempsey – Proton Racing   | Julien Andlauer Matt Campbell Christian Ried            | Porsche 4.0L Flat 6          | M    | 221 | +32 kör            |
| 21.      | LMGTE Am  | 54 | Spirit of Race            | Francesco Castellacci Giancarlo Fisichella Thomas Flohr | Ferrari 488 GTE Evo          | M    | 221 | +32 kör            |
| 21.      | LMGTE Am  | 54 | Spirit of Race            | Francesco Castellacci Giancarlo Fisichella Thomas Flohr | Ferrari F154CB 3.9L Turbo V8 | M    | 221 | +32 kör            |
| 22.      | LMGTE Am  | 56 | Team Project 1            | Jörg Bergmeister Patrick Lindsey Egidio Perfetti        | Porsche 911 RSR              | M    | 221 | +32 kör            |
| 22.      | LMGTE Am  | 56 | Team Project 1            | Jörg Bergmeister Patrick Lindsey Egidio Perfetti        | Porsche 4.0L Flat 6          | M    | 221 | +32 kör            |
| 23.      | LMGTE Am  | 86 | Gulf Racing UK            | Ben Barker Thomas Preining Michael Wainwright           | Porsche 911 RSR              | M    | 221 | +32 kör            |
| 23.      | LMGTE Am  | 86 | Gulf Racing UK            | Ben Barker Thomas Preining Michael Wainwright           | Porsche 4.0L Flat 6          | M    | 221 | +32 kör            |
| 24.      | LMGTE Am  | 70 | MR Racing                 | Olivier Beretta Eddie Cheever III Isikava Motoaki       | Ferrari 488 GTE Evo          | M    | 220 | +33 kör            |
| 24.      | LMGTE Am  | 70 | MR Racing                 | Olivier Beretta Eddie Cheever III Isikava Motoaki       | Ferrari F154CB 3.9L Turbo V8 | M    | 220 | +33 kör            |
| 25.      | LMGTE Am  | 90 | TF Sport                  | Jonathan Adam Charlie Eastwood Salih Yoluç              | Aston Martin Vantage GTE     | M    | 220 | +33 kör            |
| 25.      | LMGTE Am  | 90 | TF Sport                  | Jonathan Adam Charlie Eastwood Salih Yoluç              | Aston Martin 4.5L V8         | M    | 220 | +33 kör            |
| 26.      | LMGTE Am  | 88 | Dempsey – Proton Racing   | Matteo Cairoli Gianluca Roda Giorgio Roda               | Porsche 911 RSR              | M    | 219 | +34 kör            |
| 26.      | LMGTE Am  | 88 | Dempsey – Proton Racing   | Matteo Cairoli Gianluca Roda Giorgio Roda               | Porsche 4.0L Flat 6          | M    | 219 | +34 kör            |
| 27.      | LMGTE Am  | 98 | Aston Martin Racing       | Paul Dalla Lana Pedro Lamy Mathias Lauda                | Aston Martin Vantage GTE     | M    | 219 | +34 kör            |
| 27.      | LMGTE Am  | 98 | Aston Martin Racing       | Paul Dalla Lana Pedro Lamy Mathias Lauda                | Aston Martin 4.5L V8         | M    | 219 | +34 kör            |
| 28.      | LMGTE Pro | 66 | Ford Chip Ganassi Team UK | Billy Johnson Stefan Mücke Olivier Pla                  | Ford GT                      | M    | 216 | +37 kör            |
| 28.      | LMGTE Pro | 66 | Ford Chip Ganassi Team UK | Billy Johnson Stefan Mücke Olivier Pla                  | Ford EcoBoost 3.5L Turbo V6  | M    | 216 | +37 kör            |
| 29.      | LMP2      | 38 | Jackie Chan DC Racing     | Gabriel Aubry Stéphane Richelmi Ho-Pin Tung             | Oreca 07                     | D    | 209 | +44 kör            |
| 29.      | LMP2      | 38 | Jackie Chan DC Racing     | Gabriel Aubry Stéphane Richelmi Ho-Pin Tung             | Gibson GK428 4.2L V8         | D    | 209 | +44 kör            |
| Hn       | LMP2      | 28 | TDS Racing                | Loïc Duval François Perrodo Matthieu Vaxivière          | Oreca 07                     | D    | 232 |                    |
| Hn       | LMP2      | 28 | TDS Racing                | Loïc Duval François Perrodo Matthieu Vaxivière          | Gibson GK428 4.2L V8         | D    | 232 |                    |
| Hn       | LMP1      | 17 | SMP Racing                | Jegor Orudzsev Stéphane Sarrazin Szergej Szirotkin      | BR Engineering BR1           | M    | 62  |                    |
| Hn       | LMP1      | 17 | SMP Racing                | Jegor Orudzsev Stéphane Sarrazin Szergej Szirotkin      | AER P60B 2.4L Turbo V6       | M    | 62  |                    |
| Ki       | LMP1      | 10 | DragonSpeed               | Ben Hanley Henrik Hedman Renger van der Zande           | BR Engineering BR1           | M    | 143 | elektronika        |
| Ki       | LMP1      | 10 | DragonSpeed               | Ben Hanley Henrik Hedman Renger van der Zande           | Gibson GL458 4.5L V8         | M    | 143 | elektronika        |
| Ki       | LMP1      | 1  | Rebellion Racing          | Mathias Beche Neel Jani Bruno Senna                     | Rebellion R13                | M    | 138 | elektronika        |
| Ki       | LMP1      | 1  | Rebellion Racing          | Mathias Beche Neel Jani Bruno Senna                     | Gibson GL458 4.5L V8         | M    | 138 | elektronika        |
| Ni       | LMGTE Am  | 61 | Clearwater Racing         | Matteo Cressoni Matt Griffin Luís Pérez Companc         | Ferrari 488 GTE Evo          | M    | —   |                    |
| Ni       | LMGTE Am  | 61 | Clearwater Racing         | Matteo Cressoni Matt Griffin Luís Pérez Companc         | Ferrari F154CB 3.9L Turbo V8 | M    | —   |                    |

## A világbajnokság állása a versenyt követően
LMP1 (Teljes táblázat)
| H  | Versenyzők                                        | Pont | H  | Konstruktőrök        | Pont |
| -- | ------------------------------------------------- | ---- | -- | -------------------- | ---- |
| 1. | Fernando Alonso Sébastien Buemi Nakadzsima Kazuki | 135  | 1. | Toyota Gazoo Racing  | 151  |
| 2. | Mike Conway Kobajasi Kamui José María López       | 120  | 2. | Rebellion Racing     | 98   |
| 3. | Thomas Laurent Gustavo Menezes                    | 81   | 3. | SMP Racing           | 71   |
| 4. | Mathias Beche                                     | 73   | 4. | ByKolles Racing Team | 22   |
| 5. | Neel Jani André Lotterer                          | 63   | 5. | DragonSpeed          | 8,5  |

GT (Teljes táblázat)
| H  | Versenyzők                         | Pont | H  | Konstruktőrök | Pont |
| -- | ---------------------------------- | ---- | -- | ------------- | ---- |
| 1. | Michael Christensen Kévin Estre    | 125  | 1. | Porsche       | 227  |
| 2. | Richard Lietz Gianmaria Bruni      | 100  | 2. | Ferrari       | 127  |
| 3. | James Calado Alessandro Pier Guidi | 80,5 | 3. | Ford          | 125  |
| 4. | Stefan Mücke Olivier Pla           | 69   | 4. | Aston Martin  | 102  |
| 5. | Marco Sørensen Nicki Thiim         | 58,5 | 5. | BMW           | 81   |

LMP2 (Teljes táblázat)
| H  | Versenyzők                                   | Pont | H  | Konstruktőrök             | Pont |
| -- | -------------------------------------------- | ---- | -- | ------------------------- | ---- |
| 1. | Nicolas Lapierre André Negrão Pierre Thiriet | 125  | 1. | #37 Jackie Chan DC Racing | 130  |
| 2. | Ho-Pin Tung Gabriel Aubry Stéphane Richelmi  | 123  | 2. | Signatech Alpine Matmut   | 125  |
| 3. | Jazeman Jaafar Weiron Tan Nabil Jeffri       | 98   | 3. | #38 Jackie Chan DC Racing | 123  |
| 4. | Roberto González Pastor Maldonado            | 92   | 4. | DragonSpeed               | 92   |
| 5. | Erwin Creed Romano Ricci                     | 61   | 5. | Larbre Compétition        | 61   |

LMGTE Am (Teljes táblázat)
| H  | Versenyzők                                              | Pont | H  | Konstruktőrök         | Pont |
| -- | ------------------------------------------------------- | ---- | -- | --------------------- | ---- |
| 1. | Jörg Bergmeister Patrick Lindsey Egidio Perfetti        | 103  | 1. | Team Project 1        | 103  |
| 2. | Francesco Castellacci Giancarlo Fisichella Thomas Flohr | 78   | 2. | Spirit of Race        | 78   |
| 3. | Paul Dalla Lana Pedro Lamy Mathias Lauda                | 69   | 3. | Aston Martin Racing   | 69   |
| 4. | Salih Yoluç Charlie Eastwood                            | 68   | 4. | TF Sport              | 68   |
| 5. | Christian Ried Matt Campbell Julien Andlauer            | 58   | 5. | Dempsey-Proton Racing | 58   |